# Massiccio dello Sciliar
Il massiccio dello Sciliar (tedesco Schlerngruppe; in ladino Scilier) è un gruppo montuoso delle Dolomiti, situato in Trentino-Alto Adige, nella provincia autonoma di Bolzano, toccando a est la provincia autonoma di Trento.

## Caratteristiche

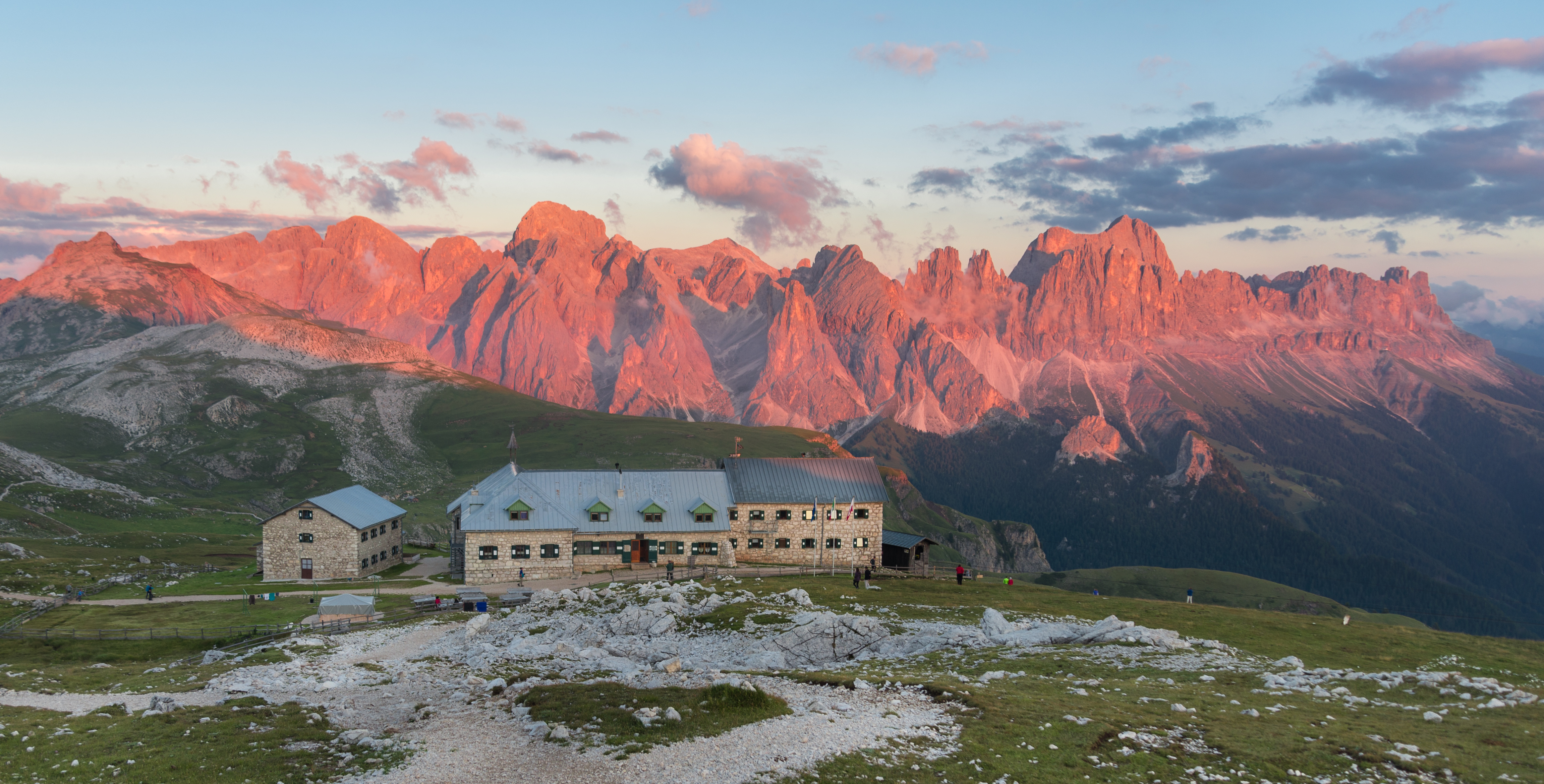
Il rifugio Bolzano con il Gruppo del Catinaccio in enrosadira

Situato al centro del parco naturale dello Sciliar-Catinaccio, conta diversi accessi dalla val di Tires, da Siusi e da Fiè allo Sciliar e, soprattutto, dall'alpe di Siusi.
Sul pianoro sommitale sorge, a 2457 m s.l.m., il rifugio Bolzano. I limiti geografici sono, in senso orario, la valle Isarco, la forcella Denti di Terrarossa, il passo Alpe di Tires e la val di Tires.

## Storia

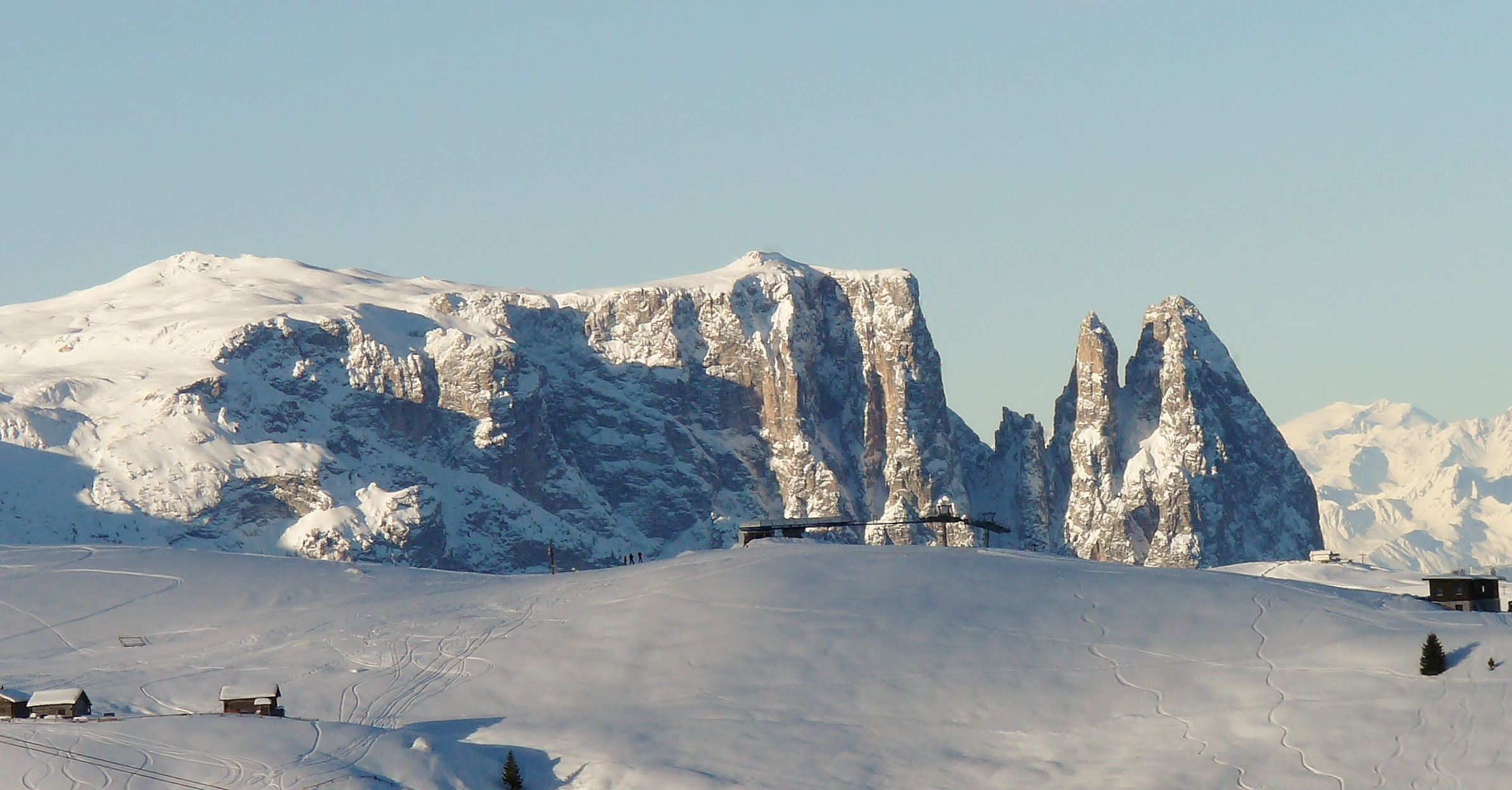
Lo Sciliar in inverno

Nel 2010 l'archeologia è riuscita a stabilire, grazie a ricerche mirate e analisi dei pollini, che il vasto altipiano della montagna è già stato utilizzato in modo estensivo nell'età del bronzo, sia per funzioni di culto sia per il pascolo d'alta montagna.
Giovedì 11 agosto 2011 due frane si sono staccate dalla cima Euringer (2394 m s.l.m.), parte del massiccio dello Sciliar. La prima, verso le 8:30, ha portato a valle tre massi di grandi dimensioni e la seconda, verso le 10:30, ha avuto dimensioni maggiori. In totale il materiale staccatosi è stato quantificato in circa 2000 m³ di roccia.

## Toponimo

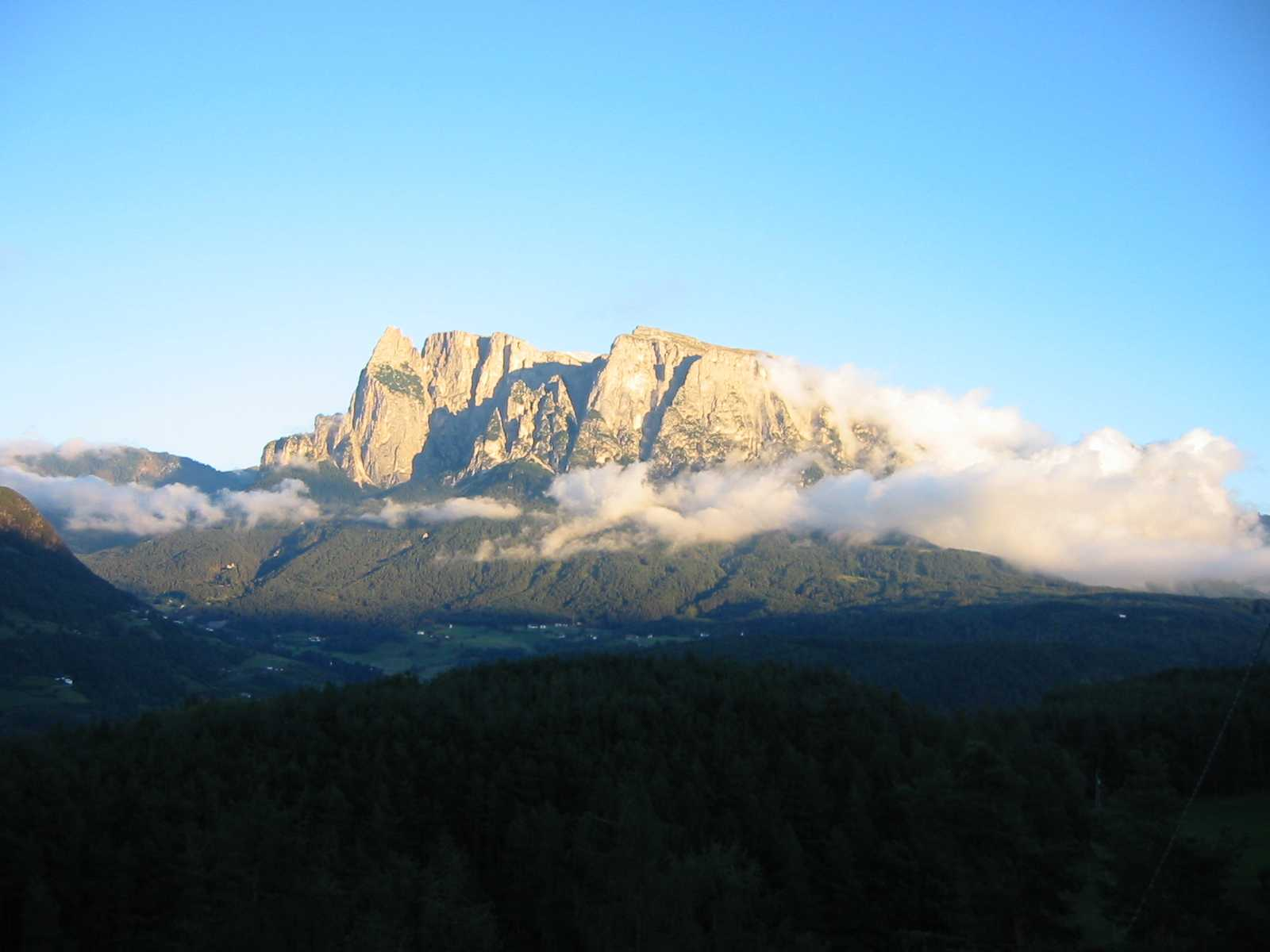
Vista dello Sciliar

Il nome tradizionale della montagna è attestato nelle opere quattrocentesche del poeta Oswald von Wolkenstein come Saleren. Con la successiva caduta della -a- radicale e della -e- della desinenza si ha una palatalizzazione e il passaggio a Sch-. Nel XVI secolo infatti la montagna è indicata come Schlernkhofl, nel 1567 come auf dem Schalern e nel 1700 come Schlern. Si ritiene che il toponimo abbia una base pretedesca e preromana, da identificare in *sala, ovvero "fossato, rio, canale", che si riferisce in primis a Schlerngraben (fossato dello Sciliar) e Schlernbach (torrente). La forma italiana, introdotta da Ettore Tolomei, ricalca la denominazione ladina di Schiliáar.

## Classificazione

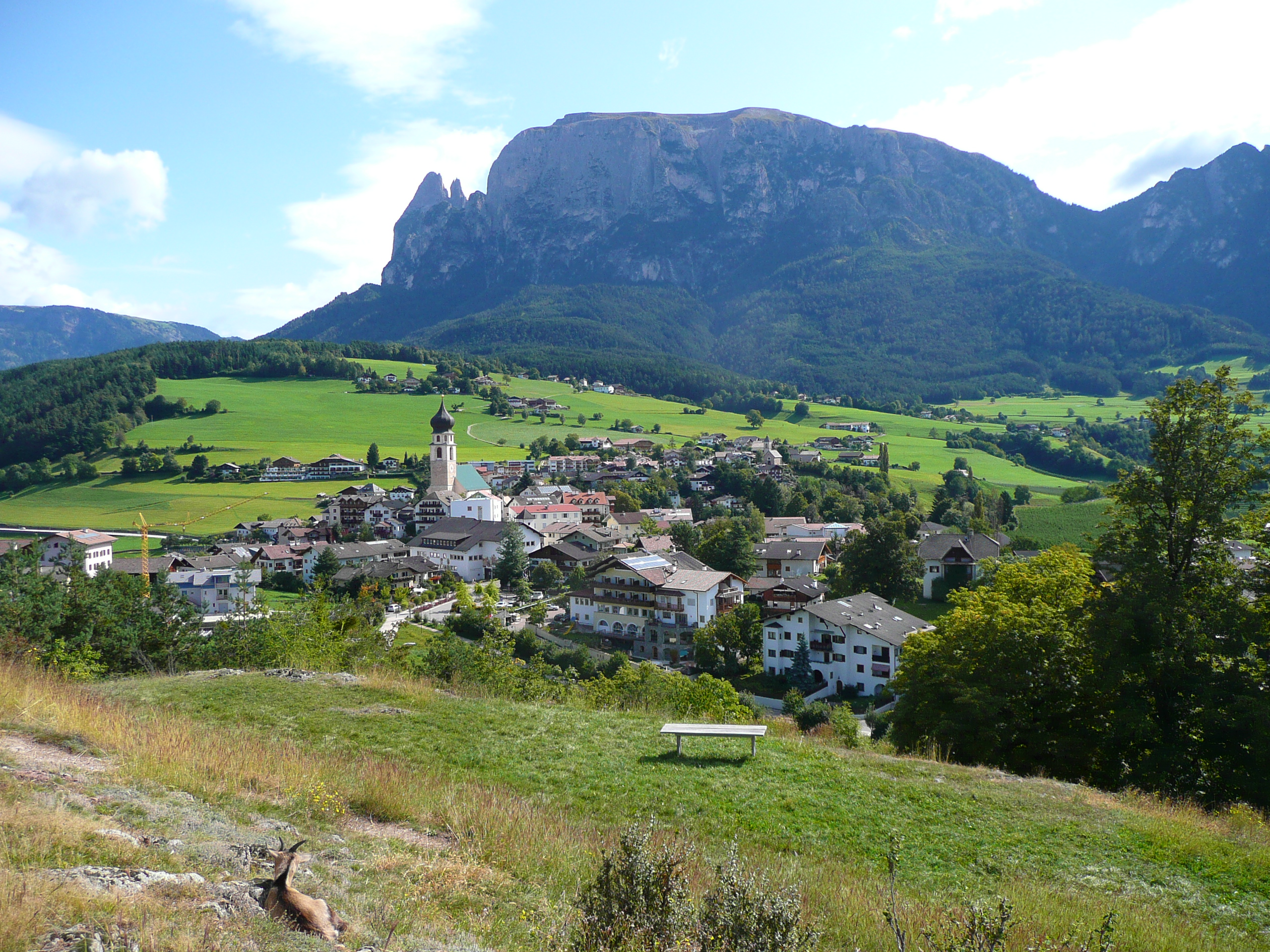
Fiè allo Sciliar a valle del massiccio

La SOIUSA lo vede come un gruppo alpino con la seguente classificazione:
- Grande parte = Alpi Orientali
- Grande settore = Alpi Sud-orientali
- Sezione = Dolomiti
- Sottosezione = Dolomiti di Gardena e di Fassa
- Supergruppo = Dolomiti di Fassa
- Gruppo = Massiccio dello Sciliar
- Codice = II/C-31.III-B.7

## Suddivisione

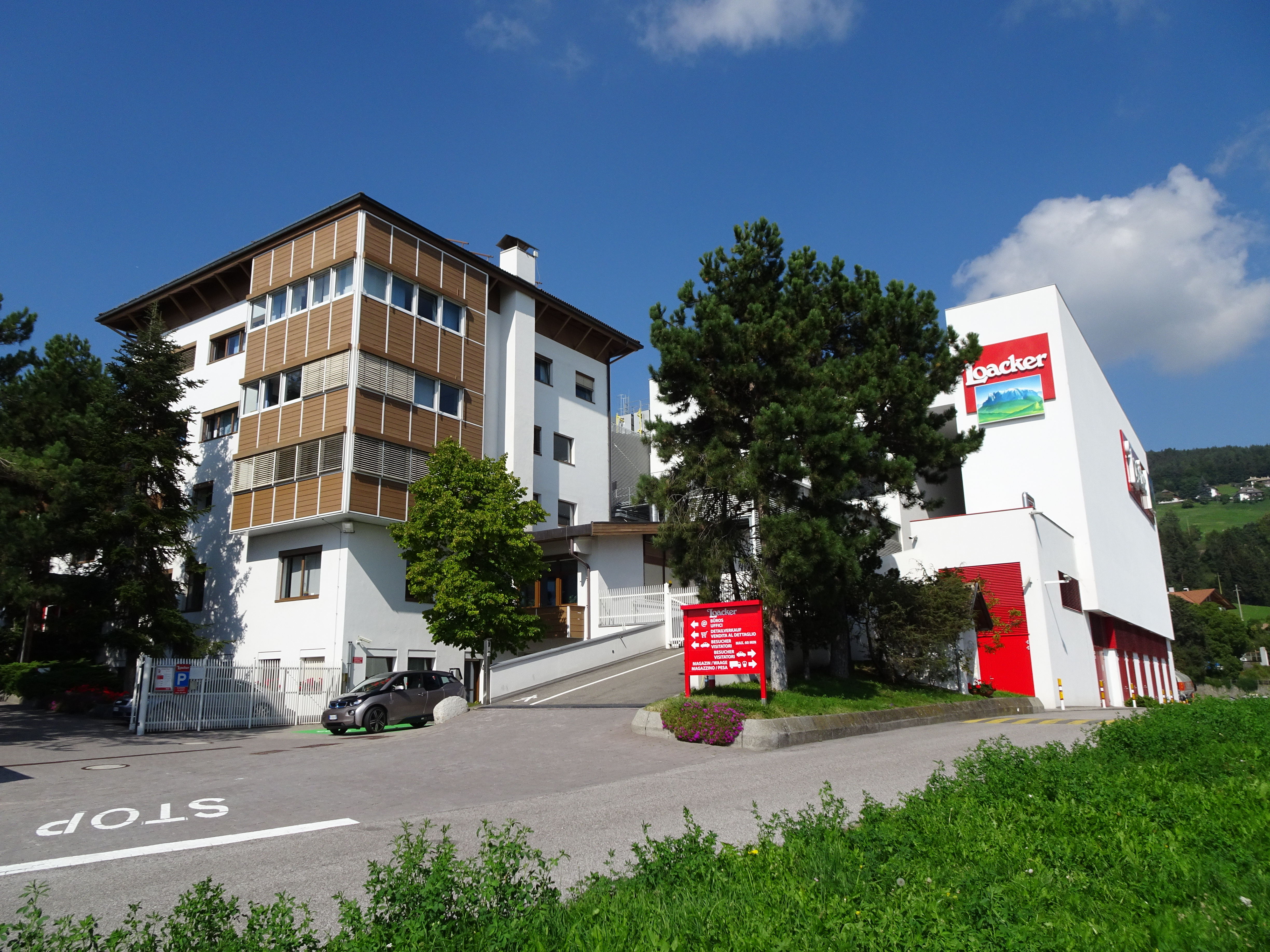
Il massiccio dello Sciliar compare nel logo dell'azienda alimentare Loacker, avente sede ad Auna di Sotto

La SOIUSA lo suddivide in tre sottogruppi:
- Cresta di Terrarossa (a)
- Massiccio Monte Pez-Cime di Siusi (b)
  - Massiccio Monte Pez (b/a)
  - Cime di Siusi (b/b)
- Dorsale del Maglio (c)

## Cime principali
- Cima di Terrarossa – 2655 m

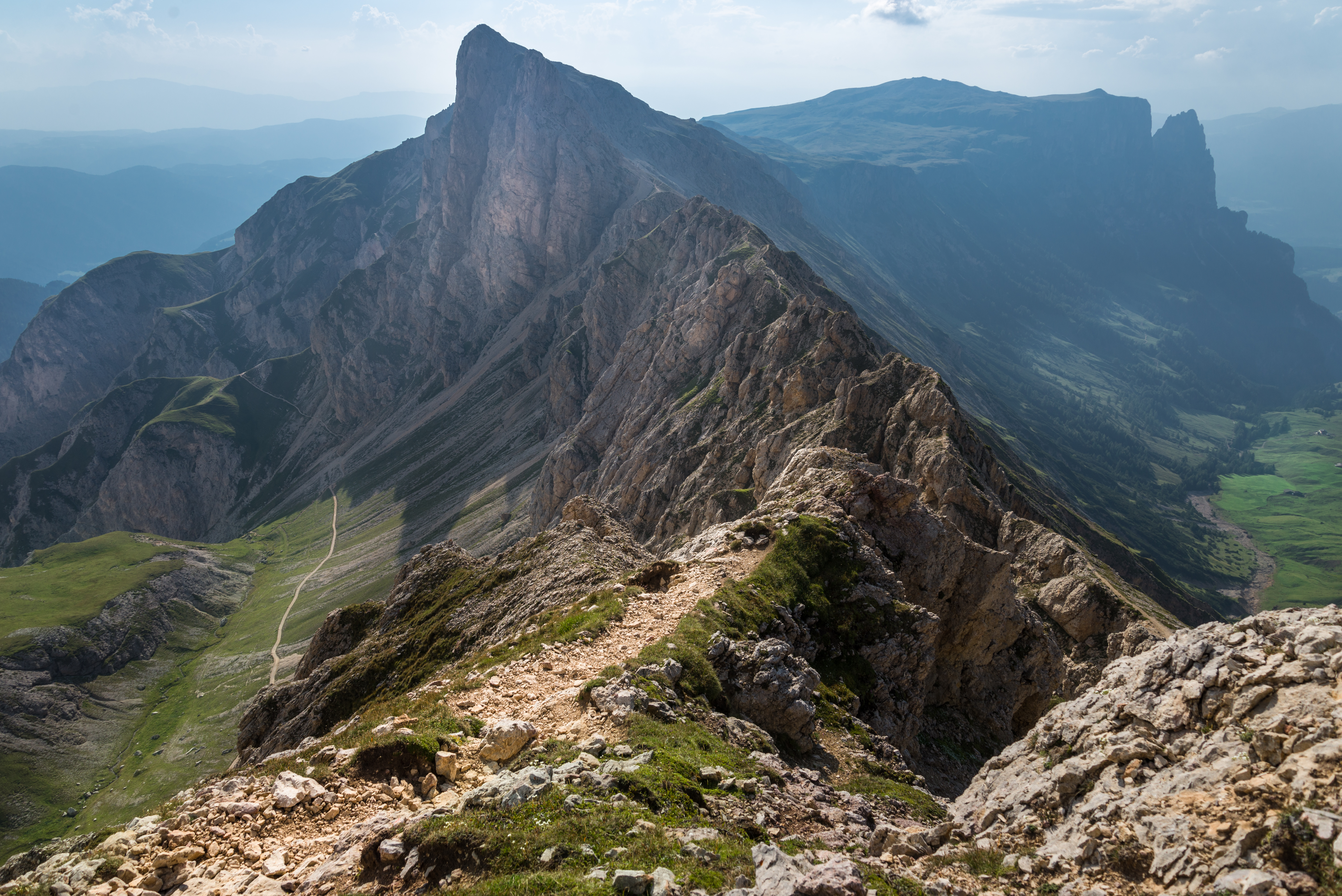
Cima di Terrarossa

- Gran Dente di Terrarossa – 2653 m
- Monte Pez – 2563 m
- Cima Castello (in tedesco Burgstall) – 2515 m
- Piccolo Sciliar (Jungschlern) – 2283 m
- Gabels Mull – 2390 m
- Punta Santner – 2413 m
- Euringer – 2394 m
- Dorsale del Maglio (Hammerwand) – 2128 m

## Rifugi principali

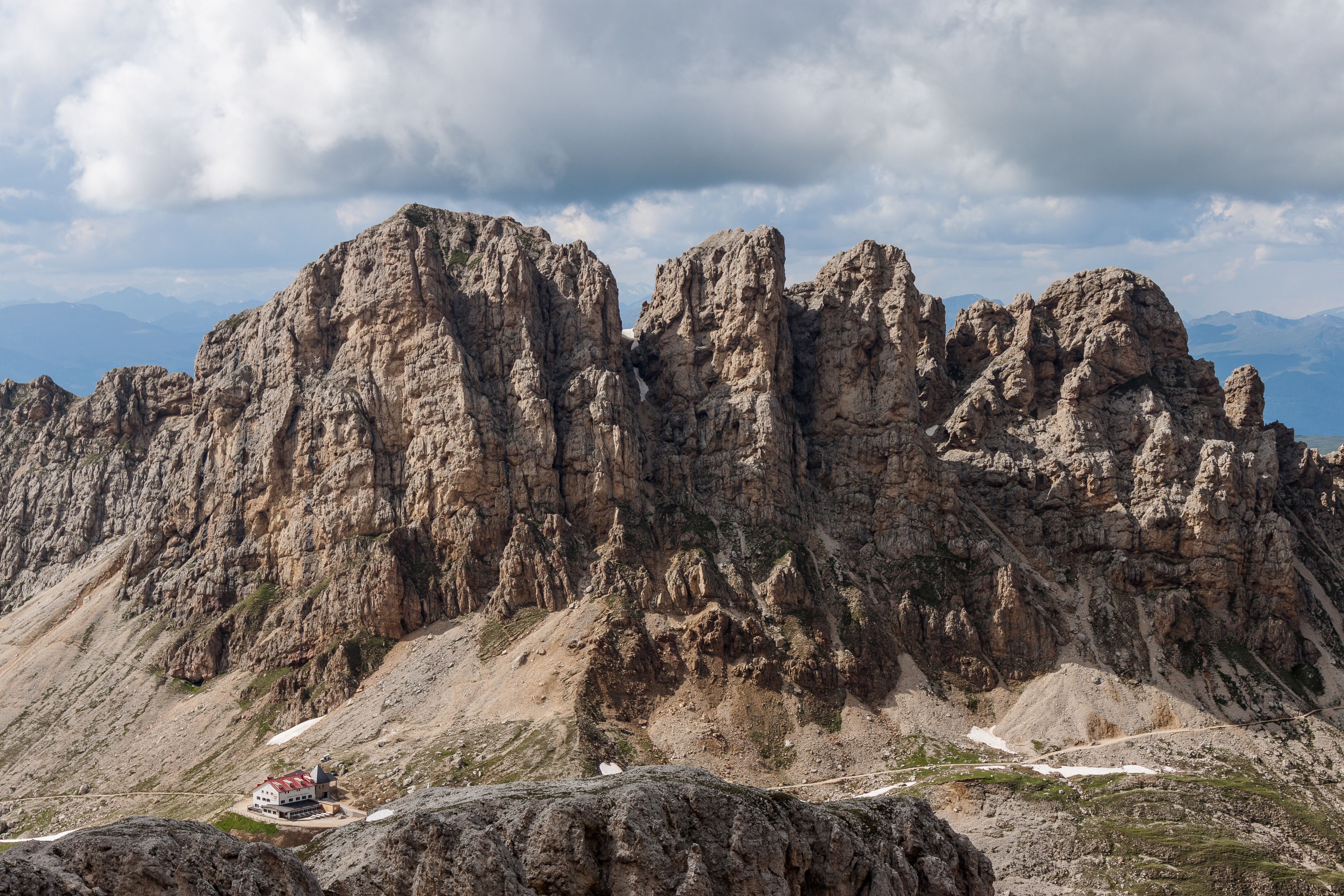
I Denti di Terrarossa con sotto il rifugio Alpe di Tires

- Rifugio Alpe di Tires
- Rifugio Bolzano